# Infected
Infected é o oitavo álbum da banda de heavy metal sueca HammerFall.

## Faixas
| N.º | Título                               | Compositor(es)         | Duração |  |
| 1.  | "Patient Zero"                       | Dronjak, Cans          | 6:01    |  |
| 2.  | "B.Y.H."                             | Dronjak, Cans          | 3:47    |  |
| 3.  | "One More Time"                      | Dronjak, Cans          | 4:07    |  |
| 4.  | "The Outlaw"                         | Cans, Norgren          | 4:10    |  |
| 5.  | "Send Me a Sign" (cover de Pokolgép) | Cans, Pokolgép         | 4:00    |  |
| 6.  | "Dia De Los Muertos"                 | Dronjak, Cans, Larsson | 5:07    |  |
| 7.  | "I Refuse"                           | Dronjak, Cans          | 4:32    |  |
| 8.  | "666 - The Enemy Within"             | Dronjak, Cans          | 4:28    |  |
| 9.  | "Immortalized"                       | Dronjak, Cans          | 3:59    |  |
| 10. | "Let's Get It On"                    | Dronjak                | 4:05    |  |
| 11. | "Redemption"                         | Dronjak, Cans          | 7:02    |  |

## Créditos
- Joacim Cans - vocal e vocal de apoio
- Oscar Dronjak - guitarra rítmica e principal, teclado, vocal de apoio, produção
- Pontus Norgren - guitarra rítmica e principal, vocal de apoio, produção
- Fredrik Larsson - baixo e vocal de apoio
- Anders Johansson - bateria

- James Michael - produção

## Paradas musicais
| Parada musical (2011)                 | Melhor posição |
| ------------------------------------- | -------------- |
| Suécia (Sverigetopplistan)            | 2              |
| Estados Unidos (Heatseekers)          | 16             |
| Chéquia                               | 21             |
| Alemanha (Offizielle Deutsche Charts) | 9              |
| Áustria (Ö3 Austria Top 40)           | 17             |
| Bélgica (Ultratop Valônia)            | 95             |
| Finlândia (Suomen virallinen lista)   | 44             |